# The Warning (film 1914 Crisp)
The Warning è un cortometraggio muto del 1914 diretto da Donald Crisp. Il regista appare anche tra gli interpreti che ha come protagonista Dorothy Gish.

## Produzione
Il film fu prodotto dalla Majestic Motion Picture Company nel 1914.

## Distribuzione
Distribuito negli Stati Uniti dalla Mutual Film, il film - un cortometraggio della lunghezza di una bobina - uscì in sala nel settembre 1914. In quello stesso anno, uscì il mese dopo, in ottobre, un altro cortometraggio dallo stesso titolo, diretto da Leopold Wharton.